# Liga Mistrzów UEFA (2012/2013)
Liga Mistrzów UEFA 2012/2013 – 21. sezon Ligi Mistrzów UEFA, najbardziej prestiżowego turnieju w europejskiej klubowej piłce nożnej, rozgrywanego od 1992 roku (58. turniej ogólnie, wliczając Puchar Europy Mistrzów Klubowych).
Finał został rozegrany 25 maja 2013 na stadionie Wembley w Londynie, a zwycięzcą został Bayern Monachium po wygranej 2:1 nad Borussią Dortmund. Królem strzelców został Cristiano Ronaldo, z dwunastoma trafieniami.
Rozgrywki składają się z 3 części:
- fazy kwalifikacyjnej,
- fazy grupowej,
- fazy pucharowej.

## Podział miejsc w rozgrywkach
W edycji 2012/2013 Ligi Mistrzów wzięło udział 76 zespołów z 52 federacji piłkarskich zrzeszonych w UEFA (poza Liechtensteinem, gdzie nie są przeprowadzane krajowe rozgrywki ligowe – drużyny piłkarskie z tego kraju należą do szwajcarskiego systemu ligowego). Zespoły zostały przydzielone do danych rund fazy kwalifikacyjnej oraz fazy grupowej zgodnie z rankingiem współczynników ligowych UEFA 2011.
Prawo udziału w rozgrywkach można uzyskać poprzez:
- zajęcie odpowiedniego miejsca w tabeli ligowej,
- zwycięstwo w edycji 2011/2012 Ligi Mistrzów UEFA (jeśli zdobywca tego trofeum nie uzyska miejsca w Lidze Mistrzów lub Lidze Europy UEFA 2012/2013 dzięki pozycji zajętej w rozgrywkach krajowych).

| Lp | Federacja  | Współ. | Drużyny |
| -- | ---------- | ------ | ------- |
| 1  | Anglia     | 85.785 | 4       |
| 2  | Hiszpania  | 82.329 | 4       |
| 3  | Niemcy     | 69.436 | 4       |
| 4  | Włochy     | 60.552 | 3       |
| 5  | Francja    | 53.678 | 3       |
| 6  | Portugalia | 51.596 | 3       |
| 7  | Rosja      | 44.707 | 2       |
| 8  | Ukraina    | 43.883 | 2       |
| 9  | Holandia   | 40.129 | 2       |
| 10 | Turcja     | 35.050 | 2       |
| 11 | Grecja     | 34.166 | 2       |
| 12 | Dania      | 30.550 | 2       |
| 13 | Belgia     | 27.000 | 2       |
| 14 | Rumunia    | 25.824 | 2       |
| 15 | Szkocja    | 25.141 | 2       |
| 16 | Szwajcaria | 24.900 | 1       |
| 17 | Izrael     | 22.000 | 1       |
| 18 | Czechy     | 20.850 | 1       |

| Lp | Federacja            | Współ. | Drużyny |
| -- | -------------------- | ------ | ------- |
| 19 | Austria              | 20.700 | 1       |
| 20 | Cypr                 | 18.124 | 1       |
| 21 | Bułgaria             | 17.875 | 1       |
| 22 | Chorwacja            | 16.124 | 1       |
| 23 | Białoruś             | 16.083 | 1       |
| 24 | Polska               | 15.916 | 1       |
| 25 | Słowacja             | 14.499 | 1       |
| 26 | Norwegia             | 14.375 | 1       |
| 27 | Serbia               | 14.250 | 1       |
| 28 | Szwecja              | 14.125 | 1       |
| 29 | Bośnia i Hercegowina | 9.124  | 1       |
| 30 | Finlandia            | 8.966  | 1       |
| 31 | Irlandia             | 8.708  | 1       |
| 32 | Węgry                | 8.500  | 1       |
| 33 | Mołdawia             | 7.749  | 1       |
| 34 | Litwa                | 7.708  | 1       |
| 35 | Łotwa                | 7.415  | 1       |
| 36 | Gruzja               | 6.957  | 1       |

| Lp | Federacja          | Współ. | Drużyny |
| -- | ------------------ | ------ | ------- |
| 37 | Azerbejdżan        | 6.165  | 1       |
| 38 | Słowenia           | 6.124  | 1       |
| 39 | Macedonia Północna | 5.207  | 1       |
| 40 | Islandia           | 4.957  | 1       |
| 41 | Kazachstan         | 4.374  | 1       |
| 42 | Liechtenstein      | 4.000  | 0       |
| 43 | Czarnogóra         | 3.875  | 1       |
| 44 | Albania            | 3.874  | 1       |
| 45 | Estonia            | 3.791  | 1       |
| 46 | Walia              | 2.790  | 1       |
| 47 | Armenia            | 2.583  | 1       |
| 48 | Malta              | 2.416  | 1       |
| 49 | Irlandia Północna  | 2.249  | 1       |
| 50 | Wyspy Owcze        | 1.416  | 1       |
| 51 | Luksemburg         | 1.374  | 1       |
| 52 | Andora             | 1.000  | 1       |
| 53 | San Marino         | 0.916  | 1       |

## Szczegółowy podział miejsc
|                                      |                                      | Drużyny rozpoczynające udział | Zwycięzcy poprzedniej rundy                                                            |
| ------------------------------------ | ------------------------------------ | --- | -------------------------------------------------------------------------------------- |
| I runda kwalifikacyjna (6 drużyn)    | I runda kwalifikacyjna (6 drużyn)    | - 6 drużyn – mistrzowie lig federacji z miejsc 48–53 |                                                                                        |
| II runda kwalifikacyjna (34 drużyny) | II runda kwalifikacyjna (34 drużyny) | - 31 drużyn – mistrzowie lig federacji z miejsc 16–47 (z wyjątkiem Liechtensteinu) | - 3 zwycięzców I rundy kwalifikacyjnej                                                 |
| III runda kwalifikacyjna (28 drużyn) | dla mistrzów (20 drużyn)             | - 3 drużyny – mistrzowie lig federacji z miejsc 13–15 | - 17 zwycięzców II rundy kwalifikacyjnej                                               |
| III runda kwalifikacyjna (28 drużyn) | dla niemistrzów (8 drużyn)           | - 8 drużyny – wicemistrzowie lig federacji z miejsc 8–15 |                                                                                        |
| Runda play-off (20 drużyn)           | dla mistrzów (10 drużyn)             | | - 10 zwycięzców III rundy kwalifikacyjnej dla mistrzów                                 |
| Runda play-off (20 drużyn)           | dla niemistrzów (10 drużyn)          | - 1 drużyna - wicemistrz ligi federacji z miejsca 7 - 3 drużyny – 3. zespoły ligi federacji z miejsc 4-6 - 2 drużyny – 4. zespoły ligi federacji z miejsc 1–3 (bez miejsca zwolnionego przez Tottenham Hotspur) | - 4 zwycięzców III rundy kwalifikacyjnej dla niemistrzów                               |
| Faza grupowa (32 drużyny)            | Faza grupowa (32 drużyny)            | - Posiadacz tytułu - 12 drużyn – mistrzowie lig federacji z miejsc 1–12 - 6 drużyn – 2. zespoły ligi federacji z miejsc 1–6 - 3 drużyny – 3. zespoły ligi federacji z miejsc 1–3                                | - 5 zwycięzców rund play-off dla mistrzów - 5 zwycięzców rund play-off dla niemistrzów |
| Faza pucharowa (16 drużyn)           | Faza pucharowa (16 drużyn)           | | - 8 drużyn – zwycięzcy grup - 8 drużyn – 2. zespoły grup                               |

## Uczestnicy
Lista uczestników Ligi Mistrzów UEFA 2012/2013 z wyszczególnieniem rund, w których dane drużyny rozpoczęły udział w rozgrywkach. Losowanie grup finałowych odbyło się 30 sierpnia 2012.
Oznaczenia:
- L1, L2, L3, L4 – drużyny, który zajęły odpowiednie miejsca w ligach krajowych,
- OT – obrońca tytułu (zwycięzca edycji 2011/2012).

| Faza grupowa                     | Faza grupowa           | Faza grupowa             | Faza grupowa             |
| -------------------------------- | ---------------------- | ------------------------ | ------------------------ |
| Chelsea (OT)                     | Valencia CF (L3)       | Montpellier HSC (L1)     | Ajax (L1)                |
| Manchester City (L1)             | Borussia Dortmund (L1) | Paris Saint-Germain (L2) | Galatasaray SK (L1)      |
| Manchester United (L2)           | Bayern Monachium (L2)  | FC Porto (L1)            | Olympiakos SFP (L1)      |
| Arsenal (L3)                     | FC Schalke 04 (L3)     | SL Benfica (L2)          | FC Nordsjælland (L1)     |
| Real Madryt (L1)                 | Juventus (L1)          | Zenit Petersburg (L1)    |                          |
| FC Barcelona (L2)                | Milan (L2)             | Szachtar Donieck (L1)    |                          |
| Runda play-off                   |                        |                          |                          |
| dla mistrzów                     | dla niemistrzów        | dla niemistrzów          | dla niemistrzów          |
|                                  | Málaga CF (L4)         | Lille OSC (L3)           | SC Braga (L3)            |
| Borussia Mönchengladbach (L4)    | Udinese (L3)           | Spartak Moskwa (L2)      |                          |
| III runda kwalifikacyjna         |                        |                          |                          |
| dla mistrzów                     | dla niemistrzów        | dla niemistrzów          | dla niemistrzów          |
| RSC Anderlecht (L1)              | Dynamo Kijów (L2)      | Panathinaikos AO (L2)    | FC Vaslui (L2)           |
| CFR Cluj (L1)                    | Feyenoord (L2)         | FC Kopenhaga (L2)        | Motherwell (L3)          |
| Celtic (L1)                      | Fenerbahçe SK (L2)     | Club Brugge (L2)         |                          |
| II runda kwalifikacyjna          |                        |                          |                          |
| FC Basel (L1)                    | Śląsk Wrocław (L1)     | Debreceni VSC (L1)       | KR (L1)                  |
| Hapoel Ironi Kirjat Szemona (L1) | MŠK Žilina (L1)        | Sheriff Tyraspol (L1)    | Szachtior Karaganda (L1) |
| Slovan Liberec (L1)              | Molde FK (L1)          | Ekranas Poniewież (L1)   | Budućnost Podgorica (L1) |
| Red Bull Salzburg (L1)           | Partizan Belgrad (L1)  | FK Ventspils (L1)        | Skënderbeu Korcza (L1)   |
| AEL Limassol (L1)                | Helsingborgs IF (L1)   | Zestaponi (L1)           | Flora Tallinn (L1)       |
| Łudogorec Razgrad (L1)           | FK Željezničar (L1)    | Neftçi PFK (L1)          | The New Saints F.C. (L1) |
| Dinamo Zagrzeb (L1)              | HJK Helsinki (L1)      | NK Maribor (L1)          | Ulis Erywań (L1)         |
| BATE Borysów (L1)                | Shamrock Rovers (L1)   | Wardar Skopje (L1)       |                          |
| I runda kwalifikacyjna           |                        |                          |                          |
| Valletta FC (L1)                 | HB Tórshavn (L1)       | FC Lusitanos (L1)        |                          |
| Linfield F.C. (L1)               | F91 Dudelange (L1)     | SP Tre Penne (L1)        |                          |

## Terminarz meczów
| Faza           | Runda                    | data losowania            | Pierwszy mecz                             | Rewanż                                    |
| -------------- | ------------------------ | ------------------------- | ----------------------------------------- | ----------------------------------------- |
| Kwalifikacje   | I runda kwalifikacyjna   | 25 czerwca 2012           | 3–4 lipca 2012                            | 10–11 lipca 2012                          |
| Kwalifikacje   | II runda kwalifikacyjna  | 25 czerwca 2012           | 17–18 lipca 2012                          | 24–25 lipca 2012                          |
| Kwalifikacje   | III runda kwalifikacyjna | 20 lipca 2012             | 31 lipca–1 sierpnia 2012                  | 7–8 sierpnia 2012                         |
| Play-off       | Runda Play-off           | 10 sierpnia 2012          | 21–22 sierpnia 2012                       | 28–29 sierpnia 2012                       |
| Faza grupowa   | 1 dzień rozgrywek        | 31 sierpnia 2012 (Monako) | 18–19 września 2012                       | 18–19 września 2012                       |
| Faza grupowa   | 2 dzień rozgrywek        | 31 sierpnia 2012 (Monako) | 2–3 października 2012                     | 2–3 października 2012                     |
| Faza grupowa   | 3 dzień rozgrywek        | 31 sierpnia 2012 (Monako) | 23–24 października 2012                   | 23–24 października 2012                   |
| Faza grupowa   | 4 dzień rozgrywek        | 31 sierpnia 2012 (Monako) | 6–7 listopada 2012                        | 6–7 listopada 2012                        |
| Faza grupowa   | 5 dzień rozgrywek        | 31 sierpnia 2012 (Monako) | 20–21 listopada 2012                      | 20–21 listopada 2012                      |
| Faza grupowa   | 6 dzień rozgrywek        | 31 sierpnia 2012 (Monako) | 4–5 grudnia 2012                          | 4–5 grudnia 2012                          |
| Faza pucharowa | 1/8 finału               | 20 grudnia 2012           | 12–13 & 19–20 lutego 2013                 | 5–6 & 12–13 marca 2013                    |
| Faza pucharowa | Ćwierćfinały             | 15 marca 2013             | 2–3 kwietnia 2013                         | 9–10 kwietnia 2013                        |
| Faza pucharowa | Półfinały                | 12 kwietnia 2013          | 23–24 kwietnia 2013                       | 30 kwietnia–1 maja 2013                   |
| Faza pucharowa | Finał                    | 12 kwietnia 2013          | 25 maja 2013 na Stadionie Wembley, Londyn | 25 maja 2013 na Stadionie Wembley, Londyn |

## Faza kwalifikacyjna
Rozegrane zostaną 2 odrębne turnieje kwalifikacyjne. W pierwszym wezmą udział mistrzowie federacji, którym nie przysługiwało prawo automatycznego awansu do fazy grupowej (I i II runda kwalifikacyjna, III runda kwalifikacyjna dla mistrzów oraz runda play-off dla mistrzów). W drugim wystąpią drużyny, które nie zdobyły tytułu mistrzowskiego swoich federacji a sam mistrz zakwalifikował się bezpośrednio do fazy grupowej turnieju (III runda kwalifikacyjna dla niemistrzów oraz runda play-off dla niemistrzów).

### I runda kwalifikacyjna
Do startu w I rundzie kwalifikacyjnej uprawnionych będzie 6 drużyn, z czego 3 będą rozstawione.
| Drużyny rozstawione | Drużyny rozstawione | Drużyny rozstawione | Drużyny rozstawione |
| Drużyna             | Wsp.                | Drużyna             | Wsp.                |
| ------------------- | ------------------- | ------------------- | ------------------- |
| Linfield F.C.       | 2,766               | Valletta FC         | 2,616               |
| F91 Dudelange       | 2,716               |                     |                     |

| Drużyny nierozstawione | Drużyny nierozstawione | Drużyny nierozstawione | Drużyny nierozstawione |
| Drużyna                | Wsp.                   | Drużyna                | Wsp.                   |
| ---------------------- | ---------------------- | ---------------------- | ---------------------- |
| SP Tre Penne           | 0,933                  | B36 Tórshavn           | 0,533                  |
| FC Lusitanos           | 0,700                  |                        |                        |

Wsp. – wartość współczynnika klubowego.
| Drużyna 1                            | Wynik dwumeczu | Drużyna 2    | Pierwszy mecz | Drugi mecz   |
| ------------------------------------ | -------------- | ------------ | ------------- | ------------ |
| F91 Dudelange                        | 11:0           | SP Tre Penne | 7:0           | 4:0          |
| Valletta FC                          | 9:0            | FC Lusitanos | 8:0           | 1:0          |
| Linfield F.C.                        | 0:0 (k. 4:3)   | B36 Tórshavn | 0:0           | 0:0 (k. 4:3) |
| Po lewej gospodarz pierwszego meczu. |                |              |               |              |

### II runda kwalifikacyjna
Do startu w II rundzie kwalifikacyjnej uprawnione będą 34 drużyny (w tym 3 zwycięzców I rundy), z czego 17 będzie rozstawionych.
    drużyny, które awansowały z I rundy kwalifikacyjnej
| Drużyny rozstawione | Drużyny rozstawione | Drużyny rozstawione | Drużyny rozstawione |
| Drużyna             | Wsp.                | Drużyna             | Wsp.                |
| ------------------- | ------------------- | ------------------- | ------------------- |
| FC Basel            | 53.360              | NK Maribor          | 6.424               |
| BATE Borysów        | 29.641              | FK Ventspils        | 5.674               |
| Red Bull Salzburg   | 29.265              | Slovan Liberec      | 5.570               |
| Dinamo Zagrzeb      | 24.774              | Śląsk Wrocław       | 5.483               |
| MŠK Žilina          | 14.974              | HJK Helsinki        | 5.326               |
| Partizan Belgrad    | 14.350              | AEL Limassol        | 5.099               |
| Helsingborgs IF     | 12.680              | Ekranas Poniewież   | 4.875               |
| Sheriff Tyraspol    | 9.849               | Zestaponi           | 4.733               |
| Debreceni VSC       | 7.950               |                     |                     |

| Drużyny nierozstawione | Drużyny nierozstawione | Drużyny nierozstawione | Drużyny nierozstawione |
| Drużyna                | Wsp.                   | Drużyna                | Wsp.                   |
| ---------------------- | ---------------------- | ---------------------- | ---------------------- |
| Shamrock Rovers        | 4.475                  | Valletta FC            | 2.616                  |
| Hapoel Kirjat Szemona  | 4.400                  | Budućnost Podgorica    | 2.375                  |
| Molde FK               | 3.935                  | Flora Tallinn          | 2.283                  |
| FK Željezničar         | 3.683                  | Neftçi PFK             | 2.241                  |
| KR                     | 3.566                  | Szachtior Karaganda    | 1.816                  |
| Łudogorec Razgrad      | 2.850                  | Skënderbeu Korcza      | 1.783                  |
| The New Saints F.C.    | 2.799                  | Wardar Skopje          | 1.133                  |
| Linfield F.C.          | 2.766                  | Ulis Erywań            | 0.941                  |
| F91 Dudelange          | 2.716                  |                        |                        |

Wsp. – wartość współczynnika klubowego.
Pogrubioną czcionką wyróżnione zespoły, które awansowały do kolejnej rundy. Pochyłą czcionką drużyny, które jeszcze nie wywalczyły awansu do tej fazy rozgrywek.
| Drużyna 1                            | Wynik dwumeczu | Drużyna 2             | Pierwszy mecz | Drugi mecz |
| ------------------------------------ | -------------- | --------------------- | ------------- | ---------- |
| Skënderbeu Korcza                    | 1:3            | Debreceni VSC         | 1:0           | 0:3        |
| NK Maribor                           | 6:2            | FK Željezničar        | 4:1           | 2:1        |
| MŠK Žilina                           | 1:2            | Hapoel Kirjat Szemona | 1:0           | 0:2        |
| BATE Borysów                         | 3:2            | Wardar Skopje         | 3:2           | 0:0        |
| AEL Limassol                         | 3:0            | Linfield F.C.         | 3:0           | 0:0        |
| Shamrock Rovers                      | 1:2            | Ekranas Poniewież     | 0:0           | 1:2        |
| Flora Tallinn                        | 0:5            | FC Basel              | 0:2           | 0:3        |
| The New Saints F.C.                  | 0:3            | Helsingborgs IF       | 0:0           | 0:3        |
| HJK Helsinki                         | 9:1            | KR                    | 7:0           | 2:1        |
| Molde FK                             | 4:1            | FK Ventspils          | 3:0           | 1:1        |
| F91 Dudelange                        | 4:4 (b. wyj.)  | Red Bull Salzburg     | 1:0           | 3:4        |
| Slovan Liberec                       | 2:1            | Szachtior Karaganda   | 1:0           | 1:1 (pd.)  |
| Łudogorec Razgrad                    | 3:4            | Dinamo Zagrzeb        | 1:1           | 2:3        |
| Neftçi PFK                           | 5:2            | Zestaponi             | 3:0           | 2:2        |
| Ulis Erywań                          | 0:2            | Sheriff Tyraspol      | 0:1           | 0:1        |
| Valletta FC                          | 2:7            | Partizan Belgrad      | 1:4           | 1:3        |
| Budućnost Podgorica                  | 1:2            | Śląsk Wrocław         | 0:2           | 1:0        |
| Po lewej gospodarz pierwszego meczu. |                |                       |               |            |

### III runda kwalifikacyjna
Od tej rundy turniej kwalifikacyjny zostanie podzielony na 2 części – dla mistrzów i niemistrzów poszczególnych federacji: 
- do startu w III rundzie kwalifikacyjnej dla mistrzów uprawnionych będzie 20 drużyn (w tym 17 zwycięzców II rundy), z czego 10 będzie rozstawionych;
- do startu w III rundzie kwalifikacyjnej dla niemistrzów uprawnionych będzie 8 drużyn, z czego 4 będą rozstawione.

Drużyny, które przegrają w tej rundzie, otrzymają prawo gry w rundzie play-off Ligi Europy UEFA.
    drużyny, które awansowały z II rundy kwalifikacyjnej
| Drużyny rozstawione | Drużyny rozstawione | Drużyny rozstawione   | Drużyny rozstawione |
| Drużyna             | Wsp.                | Drużyna               | Wsp.                |
| ------------------- | ------------------- | --------------------- | ------------------- |
| FC Basel            | 53.360              | Dinamo Zagrzeb        | 24.774              |
| RSC Anderlecht      | 48.480              | CFR Cluj              | 18.764              |
| Celtic              | 32.728              | Hapoel Kirjat Szemona | 14.974              |
| BATE Borysów        | 29.641              | Partizan Belgrad      | 14.350              |
| F91 Dudelange       | 29.265              | Helsingborgs IF       | 12.680              |

| Drużyny nierozstawione | Drużyny nierozstawione | Drużyny nierozstawione | Drużyny nierozstawione |
| Drużyna                | Wsp.                   | Drużyna                | Wsp.                   |
| ---------------------- | ---------------------- | ---------------------- | ---------------------- |
| Sheriff Tyraspol       | 9.849                  | Śląsk Wrocław          | 5.483                  |
| Debreceni VSC          | 7.950                  | HJK Helsinki           | 5.326                  |
| NK Maribor             | 6.424                  | AEL Limassol           | 5.099                  |
| Molde FK               | 5.674                  | Ekranas Poniewież      | 4.875                  |
| Slovan Liberec         | 5.570                  | Neftçi PFK             | 4.733                  |

Wsp. – wartość współczynnika klubowego
Pogrubioną czcionką wyróżnione zespoły, które awansowały do kolejnej rundy.Pochyłą czcionką drużyny, które jeszcze nie wywalczyły awansu do tej fazy rozgrywek.
| Drużyna 1                            | Wynik dwumeczu | Drużyna 2         | Pierwszy mecz | Drugi mecz |
| ------------------------------------ | -------------- | ----------------- | ------------- | ---------- |
| NK Maribor                           | 5:1            | F91 Dudelange     | 4:1           | 1:0        |
| BATE Borysów                         | 3:1            | Debreceni VSC     | 1:1           | 2:0        |
| CFR Cluj                             | 3:1            | Slovan Liberec    | 1:0           | 2:1        |
| RSC Anderlecht                       | 11:0           | Ekranas Poniewież | 5:0           | 6:0        |
| Śląsk Wrocław                        | 1:6            | Helsingborgs IF   | 0:3           | 1:3        |
| Sheriff Tyraspol                     | 0:5            | Dinamo Zagrzeb    | 0:1           | 0:4        |
| Celtic                               | 4:1            | HJK Helsinki      | 2:1           | 2:0        |
| Molde FK                             | 1:2            | FC Basel          | 0:1           | 1:1        |
| Hapoel Kirjat Szemona                | 6:2            | Neftçi PFK        | 4:0           | 2:2        |
| AEL Limassol                         | 2:0            | Partizan Belgrad  | 1:0           | 1:0        |
| Po lewej gospodarz pierwszego meczu. |                |                   |               |            |

| Drużyny rozstawione | Drużyny rozstawione | Drużyny rozstawione | Drużyny rozstawione |
| Drużyna             | Wsp.                | Drużyna             | Wsp.                |
| ------------------- | ------------------- | ------------------- | ------------------- |
| Dynamo Kijów        | 62.026              | FC Kopenhaga        | 46.505              |
| Panathinaikos AO    | 50.920              | Fenerbahçe SK       | 41.615              |

| Drużyny nierozstawione | Drużyny nierozstawione | Drużyny nierozstawione | Drużyny nierozstawione |
| Drużyna                | Wsp.                   | Drużyna                | Wsp.                   |
| ---------------------- | ---------------------- | ---------------------- | ---------------------- |
| Club Brugge            | 35.480                 | Feyenoord              | 12.603                 |
| FC Vaslui              | 13.764                 | Motherwell             | 6.728                  |

Wsp. – wartość współczynnika klubowego
Pogrubioną czcionką wyróżnione zespoły, które awansowały do kolejnej rundy.
| Drużyna 1                            | Wynik dwumeczu | Drużyna 2        | Pierwszy mecz | Drugi mecz |
| ------------------------------------ | -------------- | ---------------- | ------------- | ---------- |
| Fenerbahçe SK                        | 5:2            | FC Vaslui        | 1:1           | 4:1        |
| Motherwell                           | 0:5            | Panathinaikos AO | 0:2           | 0:3        |
| FC Kopenhaga                         | 3:2            | Club Brugge      | 0:0           | 3:2        |
| Dynamo Kijów                         | 3:1            | Feyenoord        | 2:1           | 1:0        |
| Po lewej gospodarz pierwszego meczu. |                |                  |               |            |

### Runda play-off
W tej rundzie kwalifikacji utrzymany został podział na 2 części – dla mistrzów i niemistrzów poszczególnych federacji: 
- do startu w rundzie play-off dla mistrzów uprawnionych będzie 10 drużyn (zwycięzców III rundy), z czego 5 będzie rozstawionych;
- do startu w rundzie play-off dla niemistrzów uprawnionych będzie 10 drużyn (w tym 4 zwycięzców III rundy), z czego 5 będzie rozstawionych.

Drużyny, które przegrają w tej rundzie, otrzymają prawo gry w fazie grupowej Ligi Europy UEFA.
    drużyny, które awansowały z III rundy kwalifikacyjnej
| Drużyny rozstawione | Drużyny rozstawione | Drużyny rozstawione | Drużyny rozstawione |
| Drużyna             | Wsp.                | Drużyna             | Wsp.                |
| ------------------- | ------------------- | ------------------- | ------------------- |
| FC Basel            | 53.360              | BATE Borysów        | 29.641              |
| RSC Anderlecht      | 48.480              | Dinamo Zagrzeb      | 24.774              |
| Celtic              | 32.728              |                     |                     |

| Drużyny nierozstawione | Drużyny nierozstawione | Drużyny nierozstawione | Drużyny nierozstawione |
| Drużyna                | Wsp.                   | Drużyna                | Wsp.                   |
| ---------------------- | ---------------------- | ---------------------- | ---------------------- |
| CFR Cluj               | 18.764                 | AEL Limassol           | 5.099                  |
| Helsingborgs IF        | 12.680                 | Hapoel Kirjat Szemona  | 4.400                  |
| NK Maribor             | 6.424                  |                        |                        |

Wsp. – wartość współczynnika klubowego
Pogrubioną czcionką wyróżnione zespoły, które awansowały do fazy grupowej.
| Drużyna 1                            | Wynik dwumeczu | Drużyna 2             | Pierwszy mecz | Drugi mecz |
| ------------------------------------ | -------------- | --------------------- | ------------- | ---------- |
| FC Basel                             | 1:3            | CFR Cluj              | 1:2           | 0:1        |
| Helsingborgs IF                      | 0:4            | Celtic                | 0:2           | 0:2        |
| BATE Borysów                         | 3:1            | Hapoel Kirjat Szemona | 2:0           | 1:1        |
| AEL Limassol                         | 2:3            | RSC Anderlecht        | 2:1           | 0:2        |
| Dinamo Zagrzeb                       | 3:1            | NK Maribor            | 2:1           | 1:0        |
| Po lewej gospodarz pierwszego meczu. |                |                       |               |            |

    drużyny, które awansowały z III rundy kwalifikacyjnej
| Drużyny rozstawione | Drużyny rozstawione | Drużyny rozstawione | Drużyny rozstawione |
| Drużyna             | Wsp.                | Drużyna             | Wsp.                |
| ------------------- | ------------------- | ------------------- | ------------------- |
| SC Braga            | 63.069              | FC Kopenhaga        | 46.505              |
| Dynamo Kijów        | 62.026              | Spartak Moskwa      | 46.066              |
| Panathinaikos AO    | 50.920              |                     |                     |

| Drużyny nierozstawione | Drużyny nierozstawione | Drużyny nierozstawione   | Drużyny nierozstawione |
| Drużyna                | Wsp.                   | Drużyna                  | Wsp.                   |
| ---------------------- | ---------------------- | ------------------------ | ---------------------- |
| Fenerbahçe SK          | 41.310                 | Málaga CF                | 16.837                 |
| Udinese                | 38.996                 | Borussia Mönchengladbach | 15.037                 |
| Lille OSC              | 38.835                 |                          |                        |

Wsp. – wartość współczynnika klubowego
Pogrubioną czcionką wyróżnione zespoły, które awansowały do kolejnej rundy.
| Drużyna 1                            | Wynik dwumeczu | Drużyna 2        | Pierwszy mecz | Drugi mecz   |
| ------------------------------------ | -------------- | ---------------- | ------------- | ------------ |
| SC Braga                             | 2:2 (k. 5:4)   | Udinese          | 1:1           | 1:1 (k. 5:4) |
| Spartak Moskwa                       | 3:2            | Fenerbahçe SK    | 2:1           | 1:1          |
| Málaga CF                            | 2:0            | Panathinaikos AO | 2:0           | 0:0          |
| Borussia Mönchengladbach             | 3:4            | Dynamo Kijów     | 1:3           | 2:1          |
| FC Kopenhaga                         | 1:2            | Lille OSC        | 1:0           | 0:2 (pd.)    |
| Po lewej gospodarz pierwszego meczu. |                |                  |               |              |

## Faza grupowa
Do startu w fazie grupowej uprawnionych będzie 32 drużyny (w tym 10 zwycięzców rundy play-off). W trakcie losowania zespoły zostaną rozdzielone na 4 koszyki, następnie rozlosowane i podzielone na 8 grup po 4 drużyny każda. Do jednej grupy nie mogą trafić drużyny z tego samego koszyka i federacji.
Wszystkie zespoły zagrają ze sobą dwukrotnie – po 2 najlepsze z każdej grupy awansują do fazy pucharowej, drużyny z 3. miejsc otrzymają prawo gry w 1/16 finału Ligi Europy UEFA.
Zasady ustalania kolejności w tabeli:
1. liczba zdobytych punktów w całej rundzie;
2. liczba punktów zdobyta w meczach bezpośrednich;
3. różnica bramek w meczach bezpośrednich;
4. liczba bramek zdobytych na wyjeździe w meczach bezpośrednich
5. różnica bramek w całej rundzie;
6. liczba zdobytych bramek w całej rundzie;
7. współczynnik drużyny z poprzednich 5 sezonów.

Na żółtym tle przedstawiono drużyny, które awansowały z rundy play-off Ligi Mistrzów.
| Koszyk 1          | Koszyk 1 | Koszyk 1    | Koszyk 1 |
| Drużyna           | Współcz. | Drużyna     | Współcz. |
| ----------------- | -------- | ----------- | -------- |
| FC Barcelona      | 157.837  | Real Madryt | 121.837  |
| Manchester United | 141.882  | Arsenal     | 113.882  |
| Chelsea           | 135.882  | FC Porto    | 98.069   |
| Bayern Monachium  | 133.037  | Milan       | 89.996   |

| Koszyk 2         | Koszyk 2 | Koszyk 2        | Koszyk 2 |
| Drużyna          | Współcz. | Drużyna         | Współcz. |
| ---------------- | -------- | --------------- | -------- |
| Valencia CF      | 89.837   | FC Schalke 04   | 78.037   |
| SL Benfica       | 87.069   | Manchester City | 63.882   |
| Szachtar Donieck | 84.026   | SC Braga        | 63.069   |
| Zenit Petersburg | 79.066   | Dynamo Kijów    | 62.026   |

| Koszyk 3       | Koszyk 3 | Koszyk 3            | Koszyk 3 |
| Drużyna        | Współcz. | Drużyna             | Współcz. |
| -------------- | -------- | ------------------- | -------- |
| Olympiakos SFP | 61.420   | Spartak Moskwa      | 46.066   |
| Ajax           | 58.103   | Paris Saint-Germain | 45.835   |
| RSC Anderlecht | 48.480   | Lille OSC           | 38.835   |
| Juventus       | 46.996   | Galatasaray SK      | 38.310   |

| Koszyk 4          | Koszyk 4 | Koszyk 4        | Koszyk 4 |
| Drużyna           | Współcz. | Drużyna         | Współcz. |
| ----------------- | -------- | --------------- | -------- |
| Celtic            | 32.728   | CFR Cluj        | 18.764   |
| Borussia Dortmund | 31.037   | Málaga CF       | 16.837   |
| BATE Borysów      | 29.641   | Montpellier HSC | 11.835   |
| Dinamo Zagrzeb    | 24.774   | FC Nordsjælland | 8.005    |

Współcz. – wartość współczynnika klubowego

### Grupy
| Kolory w tabeli grup                                   |
| ------------------------------------------------------ |
| Zespoły z miejsc 1 i 2 awansują do 1/8 finału          |
| Zespół z miejsca 3 awansuje do 1/16 finału Ligi Europy |

#### Grupa A
| Lp. | Drużyna                 | M | Z | R | P | Bramki | Bramki | +/– | Pkt |
| --- | ----------------------- | - | - | - | - | ------ | ------ | --- | --- |
| 1   | Paris Saint-Germain (A) | 6 | 5 | 0 | 1 | 14     | 3      | +11 | 15  |
| 2   | FC Porto (A)            | 6 | 4 | 1 | 1 | 10     | 4      | +6  | 13  |
| 3   | Dynamo Kijów (LE)       | 6 | 1 | 2 | 3 | 5      | 9      | −4  | 5   |
| 4   | Dinamo Zagrzeb          | 6 | 0 | 1 | 5 | 1      | 13     | −12 | 1   |

|                     | POR | DKV | PSG | DIN |
| ------------------- | --- | --- | --- | --- |
| FC Porto            | –   | 3:2 | 1:0 | 3:0 |
| Dynamo Kijów        | 0:0 | –   | 0:2 | 2:0 |
| Paris Saint-Germain | 2:1 | 4:1 | –   | 4:0 |
| Dinamo Zagrzeb      | 0:2 | 0:0 | 0:2 | –   |

#### Grupa B
| Lp. | Drużyna             | M | Z | R | P | Bramki | Bramki | +/– | Pkt |
| --- | ------------------- | - | - | - | - | ------ | ------ | --- | --- |
| 1   | FC Schalke 04 (A)   | 6 | 3 | 3 | 0 | 10     | 6      | +4  | 12  |
| 2   | Arsenal (A)         | 6 | 3 | 1 | 2 | 10     | 8      | +2  | 10  |
| 3   | Olympiakos SFP (LE) | 6 | 3 | 0 | 3 | 9      | 9      | 0   | 9   |
| 4   | Montpellier HSC     | 6 | 0 | 2 | 4 | 6      | 12     | −6  | 2   |

|                 | ARS | S04 | OLY | MHS |
| --------------- | --- | --- | --- | --- |
| Arsenal         | –   | 0:2 | 3:1 | 2:0 |
| FC Schalke 04   | 2:2 | –   | 1:0 | 2:2 |
| Olympiakos SFP  | 2:1 | 1:2 | –   | 3:1 |
| Montpellier HSC | 1:2 | 1:1 | 1:2 | –   |

#### Grupa C
| Lp. | Drużyna               | M | Z | R | P | Bramki | Bramki | +/– | Pkt |
| --- | --------------------- | - | - | - | - | ------ | ------ | --- | --- |
| 1   | Málaga CF (A)         | 6 | 3 | 3 | 0 | 12     | 5      | +7  | 12  |
| 2   | Milan (A)             | 6 | 2 | 2 | 2 | 7      | 6      | +1  | 8   |
| 3   | Zenit Petersburg (LE) | 6 | 2 | 1 | 3 | 3      | 7      | −4  | 7   |
| 4   | RSC Anderlecht        | 6 | 1 | 2 | 3 | 7      | 11     | −4  | 5   |

|                  | MIL | ZEN | AND | MLG |
| ---------------- | --- | --- | --- | --- |
| Milan            | –   | 0:1 | 0:0 | 1:1 |
| Zenit Petersburg | 2:3 | –   | 1:0 | 2:2 |
| RSC Anderlecht   | 1:3 | 1:0 | –   | 0:3 |
| Málaga CF        | 1:0 | 3:0 | 2:2 | –   |

#### Grupa D
| Lp. | Drużyna               | M | Z | R | P | Bramki | Bramki | +/– | Pkt |
| --- | --------------------- | - | - | - | - | ------ | ------ | --- | --- |
| 1   | Borussia Dortmund (A) | 6 | 4 | 2 | 0 | 11     | 5      | +6  | 14  |
| 2   | Real Madryt (A)       | 6 | 3 | 2 | 1 | 15     | 9      | +6  | 11  |
| 3   | Ajax (LE)             | 6 | 1 | 1 | 4 | 8      | 16     | −8  | 4   |
| 4   | Manchester City       | 6 | 0 | 3 | 3 | 7      | 11     | −4  | 3   |

|                   | RMA | MNC | AJX | DOR |
| ----------------- | --- | --- | --- | --- |
| Real Madryt       | –   | 3:2 | 4:1 | 2:2 |
| Manchester City   | 1:1 | –   | 2:2 | 1:1 |
| Ajax              | 1:4 | 3:1 | –   | 1:4 |
| Borussia Dortmund | 2:1 | 1:0 | 1:0 | –   |

#### Grupa E
| Lp. | Drużyna              | M | Z | R | P | Bramki | Bramki | +/– | Pkt |
| --- | -------------------- | - | - | - | - | ------ | ------ | --- | --- |
| 1   | Juventus (A)         | 6 | 3 | 3 | 0 | 12     | 4      | +8  | 12  |
| 2   | Szachtar Donieck (A) | 6 | 3 | 1 | 2 | 12     | 8      | +4  | 10  |
| 3   | Chelsea (LE)         | 6 | 3 | 1 | 2 | 16     | 10     | +6  | 10  |
| 4   | FC Nordsjælland      | 6 | 0 | 1 | 5 | 4      | 22     | −18 | 1   |

|                  | CHE | SZA | JUV | FCN |
| ---------------- | --- | --- | --- | --- |
| Chelsea          | –   | 3:2 | 2:2 | 6:1 |
| Szachtar Donieck | 2:1 | –   | 0:1 | 2:0 |
| Juventus         | 3:0 | 1:1 | –   | 4:0 |
| FC Nordsjælland  | 0:4 | 2:5 | 1:1 | –   |

#### Grupa F
| Lp. | Drużyna              | M | Z | R | P | Bramki | Bramki | +/– | Pkt |
| --- | -------------------- | - | - | - | - | ------ | ------ | --- | --- |
| 1   | Bayern Monachium (A) | 6 | 4 | 1 | 1 | 15     | 7      | +8  | 13  |
| 2   | Valencia CF (A)      | 6 | 4 | 1 | 1 | 12     | 5      | +7  | 13  |
| 3   | BATE Borysów (LE)    | 6 | 2 | 0 | 4 | 9      | 15     | −6  | 6   |
| 4   | Lille OSC            | 6 | 1 | 0 | 5 | 4      | 13     | −9  | 3   |

|                  | BMU | VAL | LIL | BAT |
| ---------------- | --- | --- | --- | --- |
| Bayern Monachium | –   | 2:1 | 6:1 | 4:1 |
| Valencia CF      | 1:1 | –   | 2:0 | 4:2 |
| Lille OSC        | 0:1 | 0:1 | –   | 1:3 |
| BATE Borysów     | 3:1 | 0:3 | 0:2 | –   |

#### Grupa G
| Lp. | Drużyna          | M | Z | R | P | Bramki | Bramki | +/– | Pkt |
| --- | ---------------- | - | - | - | - | ------ | ------ | --- | --- |
| 1   | FC Barcelona (A) | 6 | 4 | 1 | 1 | 11     | 5      | +6  | 13  |
| 2   | Celtic (A)       | 6 | 3 | 1 | 2 | 9      | 8      | +1  | 10  |
| 3   | SL Benfica (LE)  | 6 | 2 | 2 | 2 | 5      | 5      | 0   | 8   |
| 4   | Spartak Moskwa   | 6 | 1 | 0 | 5 | 7      | 14     | −7  | 3   |

|                | BAR | BEN | SPA | CEL |
| -------------- | --- | --- | --- | --- |
| FC Barcelona   | –   | 0:0 | 3:2 | 2:1 |
| SL Benfica     | 0:2 | –   | 2:0 | 2:1 |
| Spartak Moskwa | 0:3 | 2:1 | –   | 2:3 |
| Celtic         | 2:1 | 0:0 | 2:1 | –   |

#### Grupa H
| Lp. | Drużyna               | M | Z | R | P | Bramki | Bramki | +/– | Pkt |
| --- | --------------------- | - | - | - | - | ------ | ------ | --- | --- |
| 1   | Manchester United (A) | 6 | 4 | 0 | 2 | 9      | 6      | +3  | 12  |
| 2   | Galatasaray SK (A)    | 6 | 3 | 1 | 2 | 7      | 6      | +1  | 10  |
| 3   | CFR Cluj (LE)         | 6 | 3 | 1 | 2 | 9      | 7      | +2  | 10  |
| 4   | SC Braga              | 6 | 1 | 0 | 5 | 7      | 13     | −6  | 3   |

|                   | MNU | BRA | GAL | CFR |
| ----------------- | --- | --- | --- | --- |
| Manchester United | –   | 3:2 | 1:0 | 0:1 |
| SC Braga          | 1:3 | –   | 1:2 | 0:2 |
| Galatasaray SK    | 1:0 | 0:2 | –   | 1:1 |
| CFR Cluj          | 1:2 | 3:1 | 1:3 | –   |

## Faza pucharowa
Do startu w fazie pucharowej uprawnionych będzie 16 drużyn – 8 zwycięzców fazy grupowej i 8 drużyn, które zajęły 2. miejsca w fazie grupowej.
W tej fazie do dalszych etapów turnieju przechodzą zwycięzcy poszczególnych dwumeczów.
|  |                     |                     |                   |                   |            |   |   |                     |                     |              |              |              |  |  |           |           |           |           |           |  |  |       |       |       |
|  | 1/8 finału          | 1/8 finału          | 1/8 finału        | 1/8 finału        | 1/8 finału |   |   | Ćwierćfinały        | Ćwierćfinały        | Ćwierćfinały | Ćwierćfinały | Ćwierćfinały |  |  | Półfinały | Półfinały | Półfinały | Półfinały | Półfinały |  |  | Finał | Finał | Finał |
|  | 1/8 finału          | 1/8 finału          | 1/8 finału        | 1/8 finału        | 1/8 finału |   |   | Ćwierćfinały        | Ćwierćfinały        | Ćwierćfinały | Ćwierćfinały | Ćwierćfinały |  |  | Półfinały | Półfinały | Półfinały | Półfinały | Półfinały |  |  | Finał | Finał | Finał |
|  |                     |                     |                   |                   |            |   |   |                     |                     |              |              |              |  |  |           |           |           |           |           |  |  |       |       |       |
|  |                     |                     |                   |                   |            |   |   |                     |                     |              |              |              |  |  |           |           |           |           |           |  |  |       |       |       |
|  | FC Porto            | FC Porto            | 1                 | 0                 | 1          |   |   |                     |                     |              |              |              |  |  |           |           |           |           |           |  |  |       |       |       |
|  | FC Porto            | FC Porto            | 1                 | 0                 | 1          |   |   |                     |                     |              |              |              |  |  |           |           |           |           |           |  |  |       |       |       |
|  | Málaga CF           | Málaga CF           | 0                 | 2                 | 2          |   |   |                     |                     |              |              |              |  |  |           |           |           |           |           |  |  |       |       |       |
|  | Málaga CF           | Málaga CF           | 0                 | 2                 | 2          |   |   | Málaga CF           | Málaga CF           | 0            | 2            | 2            |  |  |           |           |           |           |           |  |  |       |       |       |
|  |                     |                     |                   |                   |            |   |   | Málaga CF           | Málaga CF           | 0            | 2            | 2            |  |  |           |           |           |           |           |  |  |       |       |       |
|  |                     |                     | Borussia Dortmund | Borussia Dortmund | 0          | 3 | 3 |                     |                     |              |              |              |  |  |           |           |           |           |           |  |  |       |       |       |
|  | Szachtar Donieck    | Szachtar Donieck    | Borussia Dortmund | Borussia Dortmund | 0          | 3 | 3 | 2                   | 0                   | 2            |              |              |  |  |           |           |           |           |           |  |  |       |       |       |
|  | Szachtar Donieck    | Szachtar Donieck    |                   |                   |            |   |   |                     |                     | 2            |              |              |  |  |           |           |           |           |           |  |  |       |       |       |
|  | Borussia Dortmund   | Borussia Dortmund   | 2                 | 3                 | 5          |   |   |                     |                     |              |              |              |  |  |           |           |           |           |           |  |  |       |       |       |
|  | Borussia Dortmund   | Borussia Dortmund   | 2                 | 3                 | 5          |   |   | Borussia Dortmund   | Borussia Dortmund   | 4            | 0            | 4            |  |  |           |           |           |           |           |  |  |       |       |       |
|  |                     |                     |                   |                   |            |   |   |                     |                     |              |              |              |  |  |           |           |           |           |           |  |  |       |       |       |
|  |                     |                     | Real Madryt       | Real Madryt       | 1          | 2 | 3 |                     |                     |              |              |              |  |  |           |           |           |           |           |  |  |       |       |       |
|  | Real Madryt         | Real Madryt         | Real Madryt       | Real Madryt       | 1          | 2 | 3 | 1                   | 2                   | 3            |              |              |  |  |           |           |           |           |           |  |  |       |       |       |
|  | Real Madryt         | Real Madryt         |                   |                   |            |   |   |                     |                     | 3            |              |              |  |  |           |           |           |           |           |  |  |       |       |       |
|  | Manchester United   | Manchester United   | 1                 | 1                 | 2          |   |   |                     |                     |              |              |              |  |  |           |           |           |           |           |  |  |       |       |       |
|  | Manchester United   | Manchester United   | 1                 | 1                 | 2          |   |   | Real Madryt         | Real Madryt         | 3            | 2            | 5            |  |  |           |           |           |           |           |  |  |       |       |       |
|  |                     |                     |                   |                   |            |   |   | Real Madryt         | Real Madryt         | 3            | 2            | 5            |  |  |           |           |           |           |           |  |  |       |       |       |
|  |                     |                     | Galatasaray SK    | Galatasaray SK    | 0          | 3 | 3 |                     |                     |              |              |              |  |  |           |           |           |           |           |  |  |       |       |       |
|  | Galatasaray SK      | Galatasaray SK      | Galatasaray SK    | Galatasaray SK    | 0          | 3 | 3 | 1                   | 3                   | 4            |              |              |  |  |           |           |           |           |           |  |  |       |       |       |
|  | Galatasaray SK      | Galatasaray SK      |                   |                   |            |   |   |                     |                     | 4            |              |              |  |  |           |           |           |           |           |  |  |       |       |       |
|  | FC Schalke 04       | FC Schalke 04       | 1                 | 2                 | 3          |   |   |                     |                     |              |              |              |  |  |           |           |           |           |           |  |  |       |       |       |
|  | FC Schalke 04       | FC Schalke 04       | 1                 | 2                 | 3          |   |   | Borussia Dortmund   | Borussia Dortmund   | 1            |              |              |  |  |           |           |           |           |           |  |  |       |       |       |
|  |                     |                     |                   |                   |            |   |   |                     |                     |              |              |              |  |  |           |           |           |           |           |  |  |       |       |       |
|  |                     |                     | Bayern Monachium  | Bayern Monachium  | 2          |   |   |                     |                     |              |              |              |  |  |           |           |           |           |           |  |  |       |       |       |
|  | Arsenal F.C.        | Arsenal F.C.        | Bayern Monachium  | Bayern Monachium  | 2          | 1 | 2 | 3                   |                     |              |              |              |  |  |           |           |           |           |           |  |  |       |       |       |
|  | Arsenal F.C.        | Arsenal F.C.        |                   |                   |            |   |   |                     |                     |              |              |              |  |  |           |           |           |           |           |  |  |       |       |       |
|  | Bayern Monachium*   | Bayern Monachium*   | 3                 | 0                 | 3          |   |   |                     |                     |              |              |              |  |  |           |           |           |           |           |  |  |       |       |       |
|  | Bayern Monachium*   | Bayern Monachium*   | 3                 | 0                 | 3          |   |   | Bayern Monachium    | Bayern Monachium    | 2            | 2            | 4            |  |  |           |           |           |           |           |  |  |       |       |       |
|  |                     |                     |                   |                   |            |   |   | Bayern Monachium    | Bayern Monachium    | 2            | 2            | 4            |  |  |           |           |           |           |           |  |  |       |       |       |
|  |                     |                     | Juventus F.C.     | Juventus F.C.     | 0          | 0 | 0 |                     |                     |              |              |              |  |  |           |           |           |           |           |  |  |       |       |       |
|  | Celtic F.C.         | Celtic F.C.         | Juventus F.C.     | Juventus F.C.     | 0          | 0 | 0 | 0                   | 0                   | 0            |              |              |  |  |           |           |           |           |           |  |  |       |       |       |
|  | Celtic F.C.         | Celtic F.C.         |                   |                   |            |   |   |                     |                     | 0            |              |              |  |  |           |           |           |           |           |  |  |       |       |       |
|  | Juventus F.C.       | Juventus F.C.       | 3                 | 2                 | 5          |   |   |                     |                     |              |              |              |  |  |           |           |           |           |           |  |  |       |       |       |
|  | Juventus F.C.       | Juventus F.C.       | 3                 | 2                 | 5          |   |   | Bayern Monachium    | Bayern Monachium    | 4            | 3            | 7            |  |  |           |           |           |           |           |  |  |       |       |       |
|  |                     |                     |                   |                   |            |   |   |                     |                     |              |              |              |  |  |           |           |           |           |           |  |  |       |       |       |
|  |                     |                     | FC Barcelona      | FC Barcelona      | 0          | 0 | 0 |                     |                     |              |              |              |  |  |           |           |           |           |           |  |  |       |       |       |
|  | Valencia CF         | Valencia CF         | FC Barcelona      | FC Barcelona      | 0          | 0 | 0 | 1                   | 1                   | 2            |              |              |  |  |           |           |           |           |           |  |  |       |       |       |
|  | Valencia CF         | Valencia CF         |                   |                   |            |   |   |                     |                     | 2            |              |              |  |  |           |           |           |           |           |  |  |       |       |       |
|  | Paris Saint-Germain | Paris Saint-Germain | 2                 | 1                 | 3          |   |   |                     |                     |              |              |              |  |  |           |           |           |           |           |  |  |       |       |       |
|  | Paris Saint-Germain | Paris Saint-Germain | 2                 | 1                 | 3          |   |   | Paris Saint-Germain | Paris Saint-Germain | 2            | 1            | 3            |  |  |           |           |           |           |           |  |  |       |       |       |
|  |                     |                     |                   |                   |            |   |   | Paris Saint-Germain | Paris Saint-Germain | 2            | 1            | 3            |  |  |           |           |           |           |           |  |  |       |       |       |
|  |                     |                     | FC Barcelona*     | FC Barcelona*     | 2          | 1 | 3 |                     |                     |              |              |              |  |  |           |           |           |           |           |  |  |       |       |       |
|  | AC Milan            | AC Milan            | FC Barcelona*     | FC Barcelona*     | 2          | 1 | 3 | 2                   | 0                   | 2            |              |              |  |  |           |           |           |           |           |  |  |       |       |       |
|  | AC Milan            | AC Milan            |                   |                   |            |   |   |                     |                     | 2            |              |              |  |  |           |           |           |           |           |  |  |       |       |       |
|  | FC Barcelona        | FC Barcelona        | 0                 | 4                 | 4          |   |   |                     |                     |              |              |              |  |  |           |           |           |           |           |  |  |       |       |       |
|  | FC Barcelona        | FC Barcelona        | 0                 | 4                 | 4          |   |   |                     |                     |              |              |              |  |  |           |           |           |           |           |  |  |       |       |       |
|  |                     |                     |                   |                   |            |   |   |                     |                     |              |              |              |  |  |           |           |           |           |           |  |  |       |       |       |

Uwagi:

* Zwycięstwo dzięki bramce/bramkom zdobytym na wyjeździe.

** Zwycięstwo po dogrywce.

*** Zwycięstwo po serii rzutów karnych.

### 1/8 finału
Zwycięzcy fazy grupowej Ligi Mistrzów zostają rozlosowani przeciwko zespołom, które zajęły 2. miejsca w fazie grupowej. Drużyny z tych samych federacji oraz grup nie mogą zostać zestawione w 1 parze.
| Zwycięzcy grup      | Zwycięzcy grup | Zwycięzcy grup    | Zwycięzcy grup |
| Drużyna             | Gr.            | Drużyna           | Gr.            |
| ------------------- | -------------- | ----------------- | -------------- |
| Paris Saint-Germain | A              | Juventus          | E              |
| FC Schalke 04       | B              | Bayern Monachium  | F              |
| Málaga CF           | C              | FC Barcelona      | G              |
| Borussia Dortmund   | D              | Manchester United | H              |

| Drugie miejsca | Drugie miejsca | Drugie miejsca   | Drugie miejsca |
| Drużyna        | Gr.            | Drużyna          | Gr.            |
| -------------- | -------------- | ---------------- | -------------- |
| FC Porto       | A              | Szachtar Donieck | E              |
| Arsenal        | B              | Valencia CF      | F              |
| Milan          | C              | Celtic           | G              |
| Real Madryt    | D              | Galatasaray SK   | H              |

| Drużyna 1                            | Wynik dwumeczu | Drużyna 2           | Pierwszy mecz | Drugi mecz |
| ------------------------------------ | -------------- | ------------------- | ------------- | ---------- |
| Galatasaray SK                       | 4:3            | FC Schalke 04       | 1:1           | 3:2        |
| Celtic                               | 0:5            | Juventus            | 0:3           | 0:2        |
| Arsenal                              | 3:3 (br. wyj.) | Bayern Monachium    | 1:3           | 2:0        |
| Szachtar Donieck                     | 2:5            | Borussia Dortmund   | 2:2           | 0:3        |
| Milan                                | 2:4            | FC Barcelona        | 2:0           | 0:4        |
| Real Madryt                          | 3:2            | Manchester United   | 1:1           | 2:1        |
| Valencia CF                          | 2:3            | Paris Saint-Germain | 1:2           | 1:1        |
| FC Porto                             | 1:2            | Málaga CF           | 1:0           | 0:2        |
| Po lewej gospodarz pierwszego meczu. |                |                     |               |            |

### Ćwierćfinały
Od tej rundy pary zostają rozlosowane niezależnie od przynależności drużyn do poszczególnych federacji oraz pozycji zajętej w fazie grupowej. 
| Drużyna 1                            | Wynik dwumeczu | Drużyna 2         | Pierwszy mecz | Drugi mecz |
| ------------------------------------ | -------------- | ----------------- | ------------- | ---------- |
| Málaga CF                            | 2:3            | Borussia Dortmund | 0:0           | 2:3        |
| Real Madryt                          | 5:3            | Galatasaray SK    | 3:0           | 2:3        |
| Paris Saint-Germain                  | 3:3 (br. wyj.) | FC Barcelona      | 2:2           | 1:1        |
| Bayern Monachium                     | 4:0            | Juventus          | 2:0           | 2:0        |
| Po lewej gospodarz pierwszego meczu. |                |                   |               |            |

### Półfinały
Po raz pierwszy pary półfinałowe zostały rozlosowane. Losowanie odbyło się 12 kwietnia 2013 w szwajcarskim Nyonie.
| Drużyna 1                            | Wynik dwumeczu | Drużyna 2    | Pierwszy mecz | Drugi mecz |
| ------------------------------------ | -------------- | ------------ | ------------- | ---------- |
| Bayern Monachium                     | 7:0            | FC Barcelona | 4:0           | 3:0        |
| Borussia Dortmund                    | 4:3            | Real Madryt  | 4:1           | 0:2        |
| Po lewej gospodarz pierwszego meczu. |                |              |               |            |

### Finał
| 25 maja 2013 20:45 CET | Borussia Dortmund · İlkay Gündoğan 68' (k.) | 1:2(0:0)Raport | Bayern Monachium · 60' Mario Mandžukić · 89' Arjen Robben | Stadion Wembley, Londyn Widzów: 86 298 Sędzia: Nicola Rizzoli |
|                        |                                             |                |                                                           |                                                               |

| Borussia Dortmund | Bayern Monachium |

| GK           | 1  | Roman Weidenfeller (c) |     |       |
| RB           | 26 | Łukasz Piszczek        |     |       |
| CB           | 4  | Neven Subotić          |     |       |
| CB           | 15 | Mats Hummels           |     |       |
| LB           | 29 | Marcel Schmelzer       |     |       |
| DM           | 6  | Sven Bender            |     | 90+2' |
| DM           | 8  | İlkay Gündoğan         |     |       |
| RW           | 16 | Jakub Błaszczykowski   |     | 90'   |
| AM           | 11 | Marco Reus             |     |       |
| LW           | 19 | Kevin Großkreutz       | 73' |       |
| CF           | 9  | Robert Lewandowski     |     |       |
| Zmiany:      |    |                        |     |       |
| GK           | 20 | Mitchell Langerak      |     |       |
| DF           | 27 | Felipe Santana         |     |       |
| MF           | 21 | Oliver Kirch           |     |       |
| MF           | 5  | Sebastian Kehl         |     |       |
| MF           | 7  | Moritz Leitner         |     |       |
| MF           | 18 | Nuri Şahin             |     | 90+2' |
| FW           | 23 | Julian Schieber        |     | 90'   |
| Trener:      |    |                        |     |       |
| Jürgen Klopp |    |                        |     |       |

| GK            | 1  | Manuel Neuer           |     |       |
| RB            | 21 | Philipp Lahm (c)       |     |       |
| CB            | 17 | Jérôme Boateng         |     |       |
| CB            | 4  | Dante                  | 29' |       |
| LB            | 27 | David Alaba            |     |       |
| DM            | 8  | Javi Martínez          |     |       |
| DM            | 31 | Bastian Schweinsteiger |     |       |
| RW            | 10 | Arjen Robben           |     |       |
| AM            | 25 | Thomas Müller          |     |       |
| LW            | 7  | Franck Ribéry          | 73' | 90+1' |
| CF            | 9  | Mario Mandžukić        |     | 90+4' |
| Zmiany:       |    |                        |     |       |
| GK            | 22 | Tom Starke             |     |       |
| DF            | 5  | Daniel van Buyten      |     |       |
| MF            | 11 | Xherdan Shaqiri        |     |       |
| MF            | 30 | Luiz Gustavo           |     | 90+1' |
| MF            | 44 | Anatolij Tymoszczuk    |     |       |
| FW            | 14 | Claudio Pizarro        |     |       |
| FW            | 33 | Mario Gómez            |     | 90+4' |
| Trener:       |    |                        |     |       |
| Jupp Heynckes |    |                        |     |       |

## Najlepsi strzelcy
Uwzględniono gole strzelone w kwalifikacjach

### 12 goli
- Cristiano Ronaldo (Real Madryt)

### 10 goli
- Robert Lewandowski (Borussia Dortmund)

### 8 goli
- Leo Messi (FC Barcelona)
- Burak Yılmaz (Galatasaray SK)
- Thomas Müller (Bayern Monachium)

### 7 goli
- Aurélien Joachim (F91 Dudelange)

### 6 goli
- Dieumerci Mbokani (RSC Anderlecht)
- Michael Mifsud (Valletta FC)
- Witalij Rodionow (BATE Borysów)

### 5 goli
- Alan Osório da Costa Silva (SC Braga)
- Eliseu Pereira dos Santos (Málaga CF)
- Jonas Gonçalves Oliveira (Valencia CF)
- Ezequiel Lavezzi (Paris Saint-Germain)
- Oscar dos Santos Emboaba Júnior (Chelsea F.C.)
- Jorgos Samaras (Celtic F.C.)
- Karim Benzema (Real Madryt)